# Kaliumsulfit
Kaliumsulfit ist eine chemische Verbindung, die als Reduktionsmittel in der chemischen Industrie, vor allem in der Photoindustrie eingesetzt wird.

## Vorkommen
Kaliumsulfit entsteht bei der Verbrennung von Schwarzpulver.

## Gewinnung und Darstellung
Sulfite allgemein entstehen bei der Reaktion von Schwefeldioxid mit Wasser in folgenden zwei Schritten:
{\displaystyle \mathrm {SO_{2}+H_{2}O\longrightarrow HSO_{3}^{-}+H^{+}} }
{\displaystyle \mathrm {HSO_{3}^{-}\leftrightharpoons SO_{3}^{2-}+H^{+}} }
Um Kaliumsulfit auf diesem Wege zu erzeugen, wird eine Kaliumcarbonat-Lösung mit Schwefeldioxid versetzt und später weiteres Kaliumcarbonat zugegeben.
Bei Umsetzung von Schwefliger Säure mit Kaliumhydroxid:
{\displaystyle \mathrm {H_{2}SO_{3}+2\ KOH\longrightarrow K_{2}SO_{3}+2\ H_{2}O} }

### Chemische Eigenschaften
Kaliumsulfit ist ein Kaliumsalz der Schwefligen Säure. Es zersetzt sich an Luft zu Kaliumsulfat.

## Verwendung
Kaliumsulfit wird als Bestandteil von Photochemikalien (Entwicklerlösungen) verwendet.
Es wird auch als Lebensmittelzusatzstoff (z. B. in Wein) und als Bräunungsbeschleuniger eingesetzt.